# Jan Schweiterman
Jan Schweiterman est un acteur américain né le 30 septembre 1972 à Fort Wayne (Indiana) et mort d'un cancer le 28 février 2025.

## Filmographie
- 1996 : Wasted : Jesse Roe
- 1996 : Forever (série TV)
- 1997 : Good Burger : Kurt Bozwell
- 1998 : Fallen Arches : Ricky
- 1999 : Warlock III: The End of Innocence (vidéo) : Jerry
- 1999 : American Intellectuals : Cooper
- 2000 : The Haven : Michael Braga